# Gian Giuseppe Mancini
Gian Giuseppe Mancini (Pietrasanta, 26 aprile 1881 – Milano, 1º marzo 1954) è stato un architetto, scenografo, pittore e scultore italiano.
Mancini fu un rappresentante dell'architettura eclettica che, pur senza varcarle, si spinse fino alle soglie del modernismo. 
Dal 1930 fino agli anni '50 fu professore di composizione architettonica e poi preside della facoltà di architettura presso il Politecnico di Milano. Tra le sue non molte opere si ricorda il Castello Sem Benelli, su committenza dello scrittore, realizzato a Zoagli. Come scenografo si ricorda la rappresentazione di Rosmunda, nel 1918, scritta dal Sem Benelli,